# لودويغ شولتس
لودويغ شولتس (بالألمانية: Ludwig Schulz)‏ هو ضابط ألماني، ولد في 4 أغسطس 1896 في ليشنو في بولندا، وتوفي في 10 ديسمبر 1966 في مولهايم أن در رور في ألمانيا.